# 1519

## Události
- 28. června – Svatá říše římská národa německého: Císařem byl zvolen Karel V. (I.) Habsburský
- V Mladé Boleslavi byla vytištěna první česká porodnická příručka s obrázky Zpráva o naučení ženám těhotným a babám pupkořezým
- Námořní výprava vedena Fernão de Magalhãesem (Magellanem) poprvé obeplula svět.
- Španělský dobyvatel Hernán Cortés po osmi letech opouští Kubu a přistává v Mexiku
- listopad – Cortés stojí před Tenochtitlánem, který má v tu dobu cca 200 000 obyvatel

### Probíhající události
- 1519–1521 – Dobývání Aztécké říše
- 1519–1522 – Magellanova expedice

## Narození
- 18. ledna – Isabela Jagellonská, manželka uherského vzdorokrále Jana Zápolského († 15. září 1559)
- 16. února – Gaspard de Coligny, admirál Francie († 24. srpna 1572)
- 17. února – František de Guise, francouzský voják a politik († 24. únor 1563)
- 17. března – Thoinot Arbeau, francouzský hudební skladatel († 23. června 1595)
- 31. března – Jindřich II. Francouzský, francouzský král († 10. července 1559)
- 13. dubna – Kateřina Medicejská, francouzská královna, manželka krále Jindřicha II. († 5. ledna 1589)
- 6. června – Andrea Cesalpino, italský filozof a botanik († 23. února 1603)
- 12. června – Cosimo I. de Medici, velkovévoda toskánský († 21. dubna 1574)
- 24. června – Theodor Beza, francouzský reformační teolog († 13. října 1605)
- 20. července – Papež Inocenc IX., († 30. prosince 1591)
- ? – Pavel Fabricius, osobní lékař císaře Maxmiliána II., přírodovědec († 20. dubna 1589)
- ? – Jošimoto Imagawa, japonský šlechtic († 12. června 1560)
- ? – Liang Čchen-jü, čínský dramatik v žánru kchun-čchü († 1593)

## Úmrtí
- 12. ledna – Maxmilián I. Habsburský, římský císař (* 22. března 1459)
- 28. dubna – Madeleine de la Tour d'Auvergne, matka budoucí francouzské královny Kateřiny Medicejské (* ? 1498)
- 2. května – Leonardo da Vinci, umělec a učenec (* 15. dubna 1452)
- 24. června – Lucrezia Borgia, dcera kardinála Rodriga de Borja, pozdějšího papeže Alexandra VI. (* 18. dubna 1480)
- 13. července – Ču Jou-jüan, čínský princ z dynastie Ming (* 22. července 1476)
- 25. července – Franceschetto Cybo, nelegitimní syn papeže Inocence VIII (* ? 1450)
- 11. srpna – Johann Tetzel, německý kazatel a prodejce odpustků (* 1465)
- 16. října – Şehzade Murad, vnuk osmanského sultána Bayezida II. (* 1495)
- 30. listopadu – Michael Wolgemut, německý malíř a grafik (* 1434)

## Hlavy států
- České království – Ludvík Jagellonský
- Svatá říše římská – Maxmilián I. – Karel V.
- Papež – Lev X.
- Anglické království – Jindřich VIII. Tudor
- Francouzské království – František I.
- Polské království – Zikmund I. Starý
- Uherské království – Ludvík Jagellonský
- Španělské království – Karel V.
- Burgundské vévodství – Karel V.
- Perská říše – Ismail I.